# Tudor Rațiu
Tudor Ștefan Rațiu (n. 18 martie 1950, Timișoara, România) este un matematician român, activ în prezent în Statele Unite. Contribuțiile sale sunt în domeniul teoriei sistemelor dinamice și în geometrica mecanică. Tatăl său, Mircea Rațiu, a fost fratele mai mic al politicianului Ion Rațiu.